# Nordlig rörbock
Nordlig rörbock (Plateumaris weisei) är en skalbaggsart som först beskrevs av Duvivier 1885.  Nordlig rörbock ingår i släktet Plateumaris, och familjen bladbaggar. Enligt den svenska rödlistan är arten otillräckligt studerad i Sverige. Arten förekommer i Övre Norrland. Artens livsmiljö är våtmarker.